# Глейшер-Бей
Глейшер-Бей (англ. Glacier Bay) — национальный парк на юго-восточном побережье Аляски, западнее города Джуно. Парк занимает площадь 13,287 км², большая часть которой — заповедные места. Расположен на территории боро Якутат и зоны переписи Хуна-Ангун.
Национальный парк находится под охраной ЮНЕСКО.

## Природа
Природа побережья Глейшер-Бей — это ледники, горная гряда со снежными вершинами, покрытые лесами, глубокие фьорды, реки и озёра.
В парке очень мало дорог, поэтому круизы и самолётные и вертолётные экскурсии — лучший способ его исследовать.
Сто лет назад самым известным ледником был ледник Мьюир 3 км в ширину и 80 м в высоту. Но климат постоянно меняется, и в 1990 году ледник отступил. На сегодняшний день туристы имеют возможность наблюдать ледники Марджери (англ. Margerie), Ламплаф (англ. Lamplugh) и Брейди. Ледники, спускающиеся со снежных гор, образуют айсберги. Всего на территории парка 9 ледников и 4 айсберга.
В лесах и на побережье водятся медведи, олени, у берега можно увидеть китов.
Из видов отдыха в парке предлагается: рыбалка, пешеходный туризм, скалолазание, рафтинг, прогулки на море на катамаранах и на лодках.

## График работы парка
Парк открыт круглый год, 24 часа в сутки, но зимой возможности парка минимальны.
Информационный центр работает с мая до начала сентября с 11:00 утра до 9:00 вечера.

## Климат
Климат Глейшер-Бей морской, на него влияют океанические течения. На побережье зима довольно мягкая (−2… +5 °C), а лето — прохладное (+10—15 °C). Апрель, май и июнь — самые сухие месяцы года. В сентябре и октябре выпадает наибольшее количество осадков. В горах температура значительно ниже, зимой выпадает много снега.

## Как добраться
Добраться до городка Густавус (англ. Gustavus), который находится рядом с парком, можно только по воде или на авиатакси из Джуно.

## Галерея

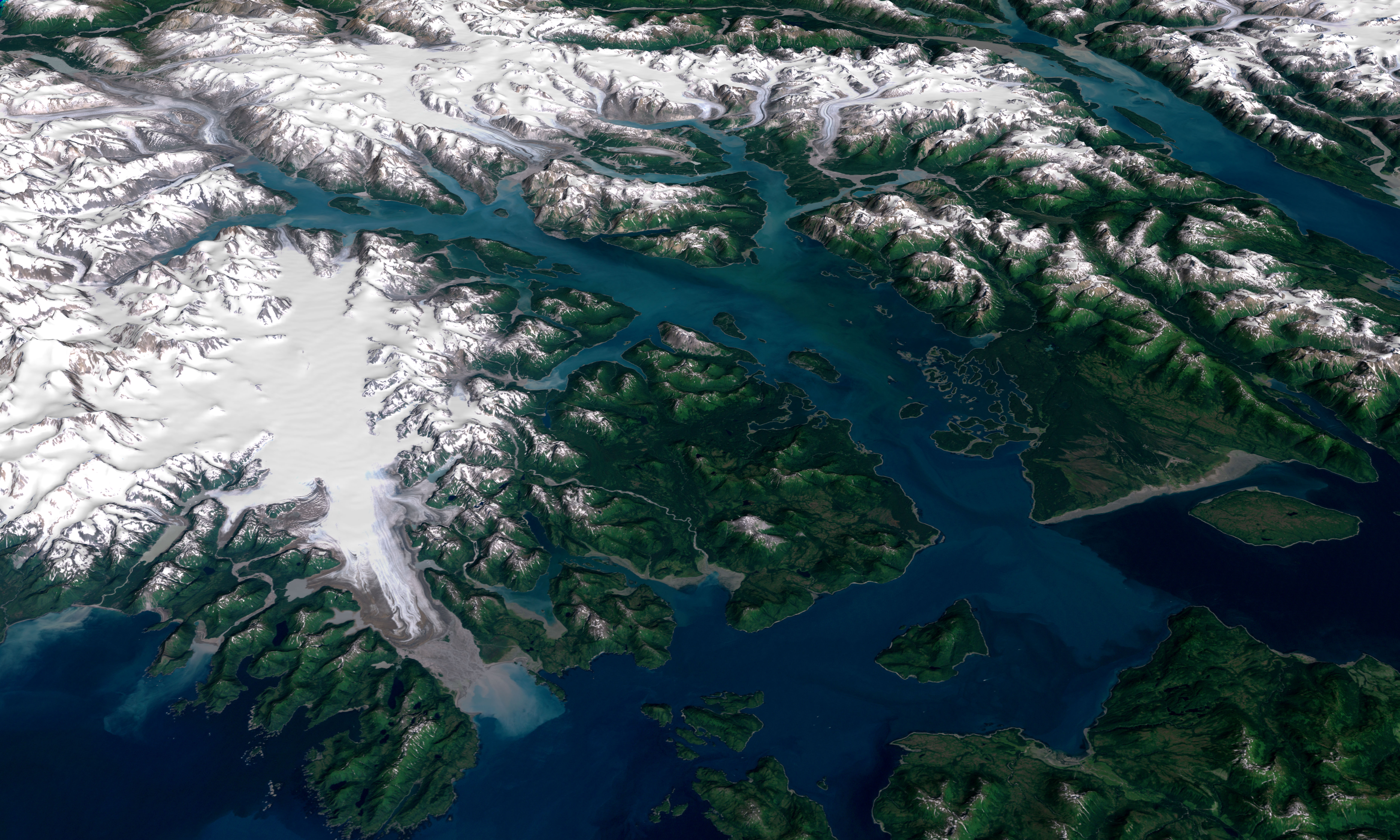
Вид из космоса
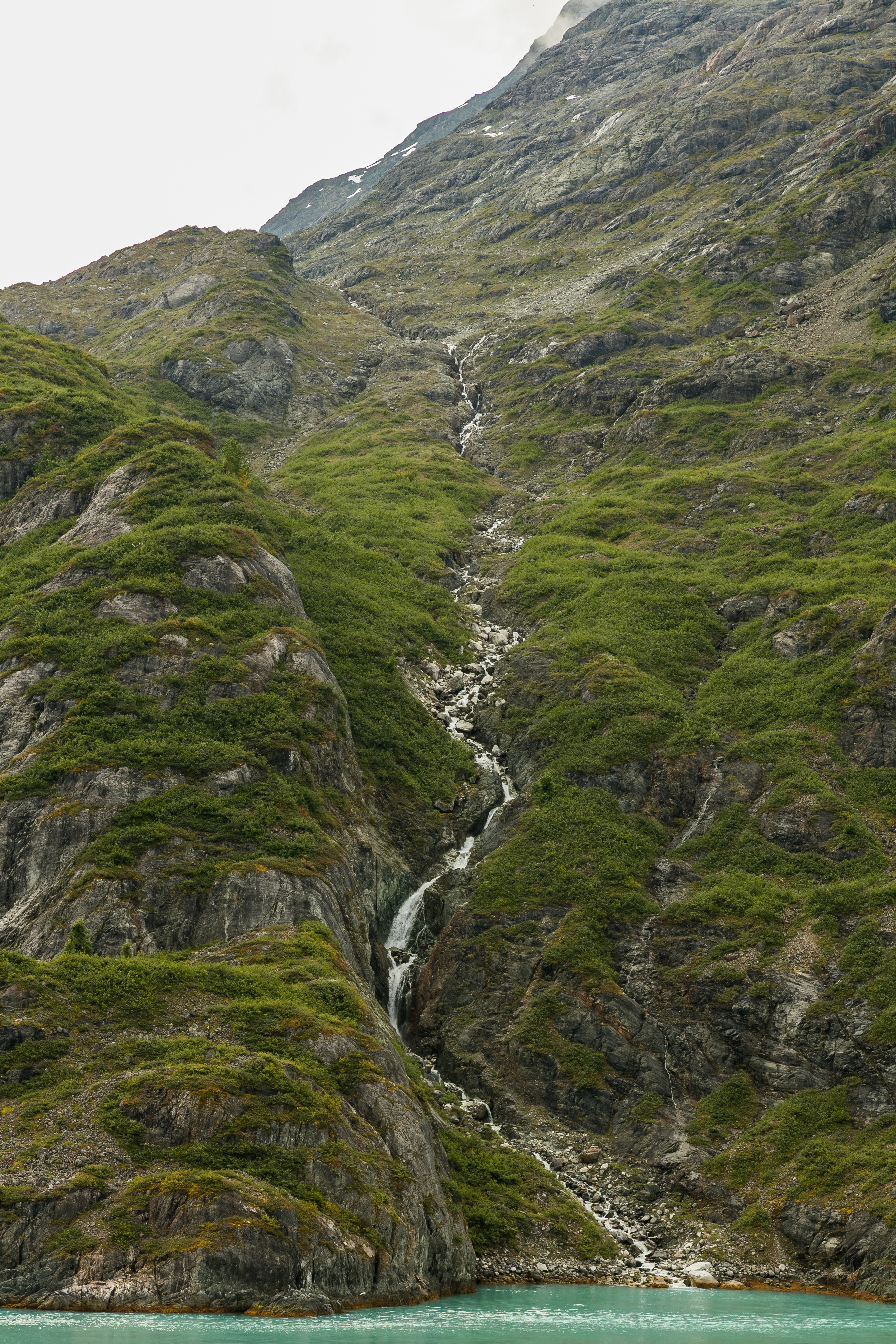
Склоны Глейшер-Бея августе 2017 года